# Cyanagapanthia
Cyanagapanthia is een kevergeslacht uit de familie van de boktorren (Cerambycidae). De wetenschappelijke naam van het geslacht werd voor het eerst geldig gepubliceerd in 1968 door Breuning.

## Soorten
Cyanagapanthia omvat de volgende soorten:
- Cyanagapanthia aurecens Wang & Zheng, 2002
- Cyanagapanthia bicolor Breuning, 1968